# Суперкубок Туркменистана по футболу 2014
Суперкубок Туркменистана по футболу 2014 года прошёл 1 марта в Ашхабаде на стадионе «Ашхабад». В матче встречались действующий чемпион и обладатель кубка Туркменистана ашхабадский МТТУ и команда занявшая 6 место в чемпионате страны акдашаякский «Ахал». Ашхабадский клуб, будучи чемпионом страны, являлся номинальным хозяином поля. Победителем стали «Ахал», победив со счётом 4:2.

## Подробности
| 1 марта 2014              | \| МТТУ \| 2:4 \| Ахал \| \| Нурягды Мухамедов 9′, 41′ \| Голы \| Сердарали Атаев 17′ · Ата Гельдыев 35′ · Гахрыманберды Чонкаев 55′ · Амир Гурбани 84′ \| | Стадион: «Ашхабад», Ашхабад Судья: Чары Курбанов                                      |
| СМИ: Золотой Век          | |                                                                                       |
| МТТУ                      | 2:4 | Ахал                                                                                  |
| Нурягды Мухамедов 9′, 41′ | Голы | Сердарали Атаев 17′ · Ата Гельдыев 35′ · Гахрыманберды Чонкаев 55′ · Амир Гурбани 84′ |